# Adrien Auzout
Pour les articles homonymes, voir Auzout.
Adrien Auzout, né à Rouen baptisé le 28 janvier 1622 et mort à Rome le 23 mai 1691 , est un astronome et physicien français.

## Biographie
Fils d’un clerc à la cour de Rouen, Adrien Auzout s'introduit dans le monde savant en fréquentant à Rouen Blaise Pascal. En 1648, il entame une correspondance avec Marin Mersenne, puis rejoint le cercle savant constitué autour de Henri Louis Habert de Montmor. Il plaide, à la suite d’observations de comètes effectuées en 1664-65, en faveur de leur orbite elliptique ou parabolique, s'opposant en cela à son rival Johannes Hevelius. Il est un des membres fondateurs de l’Observatoire royal. Acquis aux idées de Huygens, il travaille en 1667-68 avec Jean Picard à appliquer la lunette au quart de cercle et à construire le micromètre à fil mobile servant à mesurer le diamètre apparent des corps célestes. En 1666, il entre à l’Académie des sciences mais la quitte en 1668, vraisemblablement à la suite de sa vive critique de la traduction de Vitruve par Claude Perrault et de la dispute qui s’ensuit. De son exil de vingt ans en Italie à la suite de ces évènements on sait peu de chose.
Auzout, cratère lunaire, porte son nom.

## Publications

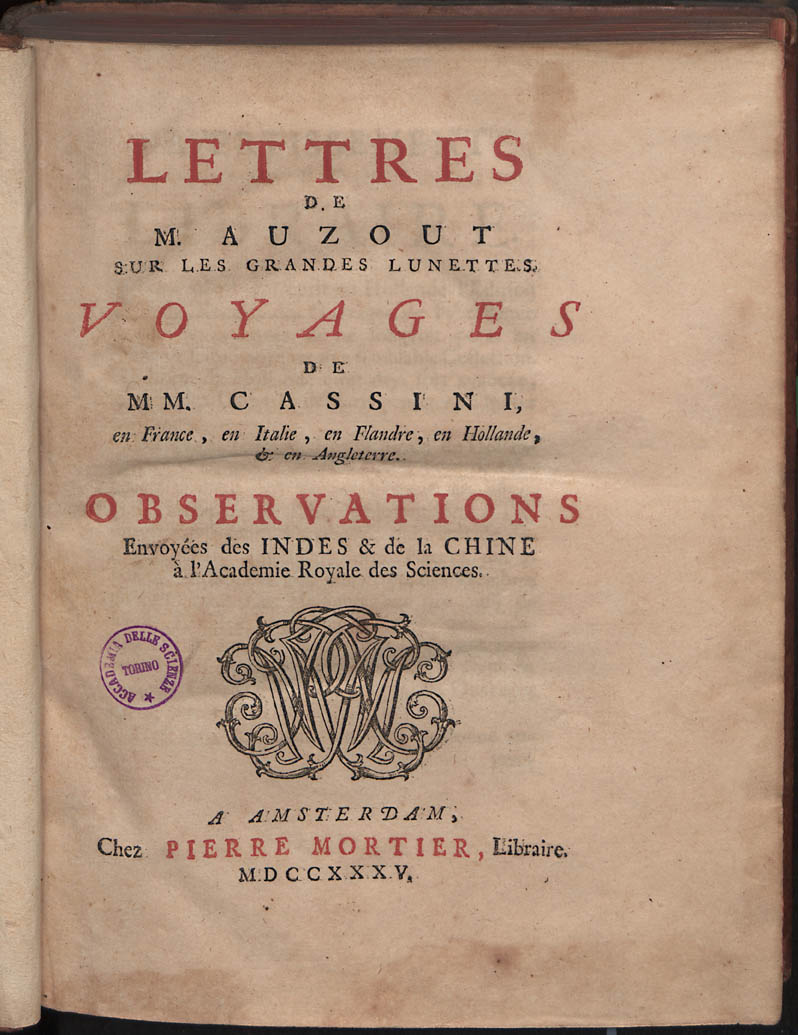
Lettres sur les grandes lunettes, 1735

On trouvera plusieurs textes d'Auzout dans l'Histoire de l'Académie royale des sciences, t. 7, partie 1, 1729.
- Lettre de M. Auzout du 17 juin à M. Petit, etc., 1665 — À propos d'une observation — fausse selon Auzout — d'Hevelius sur la comète de 1665.
- Lettre à M. l'abbé Charles, sur le « Ragguaglio di due nuove osservationi, etc., da Giuseppe Campani », avec des remarques où il est parlé des nouvelles découvertes dans Saturne et dans Jupiter et de plusieurs choses curieuses touchant les grandes lunettes, Jean Cusson, 1665 (lire en ligne)[1].
- Réponse de Monsieur Hook [sic] aux considérations de M. Auzout, contenue dans une lettre écrite à l'auteur des « Philosophical Transactions », et quelques lettres écrites de part et d'autre sur le sujet des grandes lunettes. Traduite d'anglais, 1665[2]
- Manière exacte pour prendre le diamètre des planètes, 1667
  - (en) An extract of a letter written Decemb. 28. 1666. By M. Auzout to the publisher, concerning a way of his, for taking the diameters of the planets, and for knowing the parallax of the Moon; as Also the reason, why in the solar eclipse above calculated, the diameter of the Moon did increase about the end — Phil. Trans. 1665 1 1-22 373-375; DOI 10.1098/rstl.1665.0138
- « Du micromètre », dans Divers ouvrages de mathématiques et de physique, par MM. de l'Académie royale des sciences, 1693
- Lettres sur les grandes lunettes, Pierre Mortier, 1735 (lire en ligne).

On trouve aussi la trace des interventions d'Auzout à l'Académie dans ses premiers procès-verbaux.

### Liste de mémoires
- Mémoires d'Auzout dans les Mémoires de l'Académie royale des sciences, Paris, 1776